# Кабачок «13 стульев»
«Кабачо́к „13 сту́льев“» — эстрадно-развлекательная юмористическая телепередача Центрального телевидения Гостелерадио СССР, выходившая в эфир с 16 января 1966 года по 4 октября 1980 года.
Местом действия программы являлась студия, стилизованная под польское кафе (кабачок). Действующие лица разыгрывали сценки, произносили монологи и т. п., заимствованные из юмористических журналов стран социалистического содружества — польского «Szpilki», венгерского «Ludas Matyi», болгарского «Стыршел», немецкого «Ойленшпигеля», советского «Крокодила», и исполняли музыкальные номера.
Главные роли завсегдатаев кабачка исполняли в основном артисты Театра сатиры. Главным режиссёром передачи был Георгий Зелинский. За 15 лет в эфир вышло 133 выпуска. Съёмки были прекращены в октябре 1980 года после обострения политической обстановки в Польше.

## История
Н. П. Карцов, руководитель Главной редакции литературно-драматических программ Центрального телевидения (1960—1969), генеральный директор программ ЦТ (1969—1972):

Идею передачи первым высказал актёр Александр Белявский, в то время участвовавший в съёмках знаменитого польского многосерийного фильма «Четыре танкиста и собака».
Набирали силу эстрадные программы, среди которых вскоре выделился своеобразный театр миниатюр «13 стульев». Много лет спустя в печати промелькнуло сообщение, что название это предложил какой-то телезритель. Дело было иначе, знаю это как руководитель литературной редакции, где и родилась эта программа. Разработал её наш редактор, выпускник ВГИКа Анатолий Корешков. С большим вкусом он отбирал миниатюры из зарубежного юмора, для чего ездил в социалистические страны. Наши авторы создавали новые шутливые номера. Решили назвать передачу «Кабачок „12 стульев“». И вот, когда премьера была почти готова, один из редакторов нашей «литдрамы» перешёл в «Литературную газету» и там с единомышленниками незамедлительно «открыл» на 16-й полосе поныне известный клуб «12 стульев». Что тут скажешь? И тогда на «кухонном» совещании у меня дома родился вариант — «Кабачок „13 стульев“». Такое название всех устроило — и зрителей, и исполнителей. И стульев первоначально действительно насчитывалось 13. Собственно, это был Всесоюзный телевизионный театр миниатюр, который пользовался успехом и у зрителей всех социалистических стран. Никаких обид поляков на какие-то «антипольские» сюжеты не существовало. Напротив, авторы и исполнители этого представления стали не только постоянными гостями посольства ПНР, но и получили даже награды Сейма.

Передача имела огромную популярность, а её участников чаще называли по имени персонажей «Кабачка», чем собственными именами. Известно, что большим её любителем был генеральный секретарь ЦК КПСС Л. И. Брежнев, по возможности не пропускавший ни одной серии.
Валентин Плучек, главный режиссёр Театра сатиры, труппе которого принадлежало большинство завсегдатаев «Кабачка», совершенно не переносил этих телевизионных постановок, но не мог ничего поделать с популярностью передачи. Михаил Державин так отзывался о Кабачке:

Это была первая народная телевизионная передача с постоянными героями, с единством места, композиции, стиля. Для большинства телезрителей наши дурашливые, порой наивные сценки и репризы служили своего рода отдушиной в их зарегламентированной жизни, оазисом, светом в телевизионном окошке, обычно зашоренном глухим официозом

## Сюжет
Завсегдатаи «Кабачка „13 стульев“» — сотрудники некоего треста, а также их родственники и друзья. Из разных выпусков известно, что трест этот занимался производством музыкальных тазов и ремонтом обуви; в трест входила и фабрика детских игрушек, где пан Гималайский заказывал кукол для своего мультфильма «Спаниель Тёпа и бульдог Тяпа».
При тресте имеются дом моделей (пани Каролинка работает в нём заведующей отделом научного прогнозирования моды), театр, в котором работает пан Гималайский, цирк, куда пан Гималайский привёз верблюда, эстрадный оркестр под управлением пана Пепусевича, спортивное общество, куда приглашали пана Спортсмена, и школа, где пан Профессор некоторое время преподавал физику.
Руководит трестом пан Директор, впрочем, и у него есть непосредственный начальник — некий пан Управляющий. Прежде трестом управлял другой пан Директор, но после одного из совещаний его перебросили в другой трест, откуда в этот трест пришёл новый пан Директор. Счетовод Вотруба работал при обоих директорах. У пана Директора есть также «секретарша по внетрестовским вопросам» — пани Ева.
Пан Директор собирался жениться как минимум дважды — первый раз на пани Люцине, второй — на своенравной пани Эльжбете, а также едва не женился на пани Еве, племяннице пани Моники (примечательно, что и пани Люцина, и пани Эльжбета смогли пристроить своих родственников в трест). У пана Директора также есть сын, о котором упоминает пани Моника в одном из скетчей (он разбил мячом стекло в окне её квартиры, играя во дворе в футбол).
Пан Зюзя — сотрудник треста, по совместительству литератор-любитель. Начинал со стихов, потом стал также писать романы и пьесы. Однажды написал пану Директору стихотворный экспромт для сотой встречи в «Кабачке», причём в качестве музы (точнее, «муза») выступал пан Вотруба. По поводу одного из персонажей своего романа беседовал с литературным критиком Одиссеем Цыпой.
Пани Моника — одноклассница пана Профессора. По характеру достаточно своенравная, умеющая добиваться своего: так, узнав, что пан Профессор является членом жюри на выставке собак, добилась, чтобы ее кот получил там золотую медаль. Модница, любительница шляпок. Её муж — некий пан Бонифаций, с которым она была знакома ещё со школьной скамьи. В школе он был лучшим в беге на четыреста метров. По её словам, он подходил под её идеал — «что-то среднее между князем Понятовским и Хемингуэем». У неё также есть дочь, пани Ольгица (которую она попыталась пристроить в институт к пану Профессору), и племянница — пани Ева. В первых выпусках «Кабачка» появлялась также её «заклятая подруга» — пани Птушек.
Пан Профессор, одноклассник пани Моники, вначале был доктором экономических наук, затем некоторое время проработал в школе учителем физики. Владеет английским языком, Изобрёл машину времени. Во время первой встречи пана Профессора с пани Моникой выясняется, что в годы их молодости на месте «Кабачка» была студенческая столовая. В беседе они также упоминают, что закончили школу девятнадцать лет назад. В те годы он был влюблён в пани Монику и даже собирался признаться в своих чувствах. Живёт либо работает в Гданьске (в одном из скетчей говорит: «Я бросил все дела, выехал из Гданьска…»).

## Имена персонажей
В выпуске программы «Сегодня вечером», посвященном «Кабачку», Владимир Долинский рассказал, что имя его персонажа — пан Пепичек — было придумано на основе прозвища Долинского (Пепа). Правда, потом выяснилось, что Пепичек — не польское, а чешское имя (уменьшительное от «Йозеф»). Некоторые другие персонажи, как сообщил в одном из выпусков пан Ведущий (Александр Белявский), были взяты из сатирических журналов социалистических стран: например, пан Владек — из журнала «Рогач» (ЧССР), а пани Моника — из восточногерманского журнала «Ойленшпигель». Некоторые имена были взяты из польского журнала «Шпильки», точнее, из публиковавшегося там цикла миниатюр польского писателя Анатоля Потемковского — это пан Директор (директор Фабрики разных мелочей Щавница), пани Зося, пан Беспальчик, пан Зюзя (у Потемковского — Зызя), пан Кошон и пан Поэт (у Потемковского был поэт Кошон).

## Факты
- Первые выпуски программы выходили под названием «Добрый вечер»[20][21].
- «Кабачок „13 стульев“» явился рекордсменом продолжительности среди телевизионных сериалов в истории СССР по количеству серий (133) и хронометражу (~145 часов эфирного времени).
- Музыкальную заставку «Кабачка» исполнял оркестр Всесоюзного радио и Центрального телевидения под управлением Вадима Людвиковского.
- В 1976 году, к 10-летию программы, польское правительство присвоило всем участникам и руководителям передачи звание «Заслуженный деятель культуры Польши».
- Основной костяк команды «Кабачка» составляли артисты Театра сатиры. Владимир Долинский вспоминал в интервью, что Валентин Плучек, в то время главный режиссёр Московского театра сатиры, очень не любил актёров, занятых в популярном телешоу: Потому что популярность у нас была такая, что стали ходить не на его спектакли, а на персонажей «Кабачка». На сцену выходили народные артисты, как будто так и надо, но стоило появиться кому-то из нас — в зале раздавались аплодисменты[22]. Тем не менее, артисты «Кабачка» приносили театру коммерческую востребованность и основные актёры, занятые в сериале, продолжали работать в театре, несмотря на раздражение Плучека.
- В собрании Гостелерадиофонда России сохранилось всего лишь 11 выпусков передачи. Столь малое количество сохранившихся материалов объясняется отсутствием видеозаписи до 1969 года, когда выпуски приходилось пускать либо в прямом эфире, либо снимать на киноплёнку, и дефицитом видеоплёнки, на которую записывали передачу после 1969 года.
- 7 чёрно-белых и цветных выпусков «Кабачка» были выпущены на лицензионных дисках компании «Твистер» в 2005 году. Имеется и переиздание.

## Попытки возрождения передачи
- В начале 1980-х годов[23] была попытка возрождения передачи под новым названием «Кругом 16» с теми же актёрами, но с другими персонажами. По сюжету[24], местом действия стал «экспериментальный и уникальный» 16-этажный дом, возведённый под руководством прораба Крутохвата (В. Ляховицкий), и изобилующий недоделками: «На 16-м этаже расположен холл (место отдыха жильцов), а в центре холла — невысокий торшер замысловатой формы с 16 плафонами. При ближайшем рассмотрении торшер оказывается люстрой, место которой, ясное дело, не на полу. А паркету, напротив, место как раз на полу, однако в некоторых квартирах 16-го этажа он обнаружен на потолке. Странности эти — следствие перевернутого штампика на чертежах, в результате чего 16-й этаж выстроен вверх ногами».[25]. Дом принимала комиссия из 16 человек. Судя по небольшому количеству выпусков, новый телеспектакль успеха у зрителей не имел. Кроме того, передача была подвергнута критике в СМИ:

Бывший редактор бывшего сериала А. Корешков написал сценарий, а постоянный режиссёр телетеатра Г. Зелинский одарил зрителей спектаклем «Кругом — шестнадцать». Не мудрствуя лукаво, авторы перенесли почивших импортных персонажей в наш родной 16-этажный небоскрёбик, нарекли нашими именами и заставили работать вместо заграничного треста в отечественном учреждении. Всё остальное не изменилось. Директор, названный теперь товарищем Кукиным (его играет, естественно, С. Мишулин), всё так же суетлив, недалёк и поэтому в тех же нелепых ситуациях вечно садится в лужу. В этом ему помогают счетовод… простите, теперь уже главный бухгалтер Сумеречный (естественно, В. Байков) и секретарша Изабелла (само собой, Н. Селезнёва). Сходят с ума от бытовых неурядиц телевизионные супруги — З. Зелинская и Р. Ткачук. Спортсмен переквалифицировался в тренера, которого с тем же успехом и почти тем же текстом сыграл Ю. Волынцев.. И только персонажи Б. Рунге и З. Высоковского претерпели солидные изменения: первый лишился бороды и стал врачом, второй лишился своих зайцев и начал употреблять юридические термины. Всё это действо перемежалось песнями в исполнении А. Жмаковой, любимой вокалистки литературно-драматической редакции (она резвилась и среди импортных чудаков, и в «Золотой рыбке». А в итоге вышла ещё одна встреча со старыми-старыми остротами. Запоминающаяся встреча, ничего не скажешь!

- В 1986 году некоторых артистов-участников «Кабачка» (Александра Белявского, Наталью Селезневу, Ольгу Аросеву, Викторию Лепко, Зою Зелинскую, Спартака Мишулина, Рудольфа Рудина, Романа Ткачука, Валентину Шарыкину, Виктора Байкова, Владимира Козела и Бориса Рунге) собрали в эстрадно-развлекательной программе «Золотая рыбка». Артисты делились воспоминаниями, смотрели «вместе с телезрителями» фрагменты передачи «Кабачок 13 стульев». Этот выпуск программы «Золотая рыбка» в 2009 г. вышел на DVD-диске кампании «Мастер Тэйп».
- В мюзикле «Старые песни о главном 2», посвящённом 1960-м годам, был блок «Кабачка». Помимо основных участников передачи — Натальи Селезнёвой, Ольги Аросевой, Михаила Державина, Спартака Мишулина, Рудольфа Рудина и Зиновия Высоковского — снимались также Филипп Киркоров (пан Певец) и Лайма Вайкуле (пани Лайма)[29].
- В 1995 году в театре Анны Макагон «У камина» прошла постановка «Кабачок 13 стульев» с участием Спартака Мишулина (пан Директор), Зои Зелинской (пани Тереза), Рудольфа Рудина (пан Гималайский) и Юрия Волынцева (пан Спортсмен). Сама Макагон сыграла роль пани Марыси.[30]
- 12 января 2023 года на основной сцене Московского академического театра сатиры появился шоу-спектакль «Кабачок Сатиры» по мотивам «Кабачка 13 стульев». Вся труппа театра целый вечер демонстрирует танцевальные, вокальные, музыкально-инструментальные номера с добрым юмором и лёгкой ноткой хулиганства, а также знакомых персонажей из любимых советских фильмов и абсолютно непредсказуемую импровизацию[31]. Показы шоу-спектакля приурочены к каким-либо праздникам: Старому Новому году (12 и 13 января 2023[32]), весенним праздникам Дню святого Валентина и Международному женскому дню (14 февраля, 7 и 8 марта 2023 года[33]), Новому году (17 и 29 декабря 2023, 6 января 2024[34]).

## В литературе
- В повести «Сто лет тому вперёд» Коля Наумов торопится из будущего домой, чтобы посмотреть «Кабачок 13 стульев». Также указано время выхода передачи в эфир («Ведь ещё придётся флипать через полгорода, а в восемь часов начнётся „Кабачок“»)[35].

## Участники Кабачка «13 стульев»
| Актёр / актриса        | Персонаж                                                                  | Годы участия                    |
| ---------------------- | ------------------------------------------------------------------------- | ------------------------------- |
| Александр Белявский    | пан Ведущий                                                               | 16 января 1966 — март 1967      |
| Андрей Миронов         | пан Ведущий                                                               | март—апрель 1967                |
| Михаил Державин        | пан Ведущий                                                               | 30 апреля 1967 — 4 октября 1980 |
| Даниил Каданов         | пан Директор                                                              | 1966, 1973                      |
| Спартак Мишулин        | пан Директор                                                              | 1966—1980                       |
| Виктор Байков          | пан Вотруба (счетовод)                                                    | 1966—1980                       |
| Валентина Шарыкина     | пани Зося (первая официантка кабачка)                                     | 1966—1980                       |
| Ёла Санько             | пани Ванда (вторая официантка кабачка)                                    | 1960—1970-е                     |
| Евгений Кузнецов       | пан Юзеф (первый бармен кабачка)                                          | 1966—1973                       |
| Владимир Козел         | пан Беспальчик (второй бармен кабачка)                                    | 1973—1980                       |
| Ольга Аросева          | пани Моника                                                               | 1966—1980                       |
| Борис Рунге            | пан Профессор (Пётр, старый знакомый пани Моники)                         | 1966—1980                       |
| не появлялся в кадре   | пан Бонифаций (муж пани Моники)                                           | 1966—1980                       |
| Ольга Викландт         | пани Птушек (заклятая подруга пани Моники)                                | 1960—1970-е                     |
| Елена Облеухова        | пани Ева (племянница пани Моники)                                         | 1970—1980-е                     |
| Зоя Зелинская          | пани Тереза                                                               | 1966—1980-е                     |
| Роман Ткачук           | пан Владек (муж пани Терезы, экономист треста)                            | 1966—1980                       |
| Наталья Селезнёва      | пани Катарина (дочь пана Вотрубы)                                         | 1966—1980                       |
| Юрий Волынцев          | пан Спортсмен (Збышек Молоткевич, жених пани Катарины)                    | 1966—1980                       |
| Виктория Лепко         | пани Каролинка (дочь пани Птушек)                                         | 1960—1980-е                     |
| Виктор Зозулин         | пан Анджей (муж пани Каролинки)                                           | 1970—1980-е                     |
| Ирина Азер             | пани Ольгица (дочь пани Моники)                                           | 1960—1980                       |
| Зиновий Высоковский    | пан Зюзя (прозаик)                                                        | 1967—1980                       |
| Рудольф Рудин          | пан Гималайский (руководитель трестовского театра)                        | 1968—1980                       |
| Владимир Долинский     | пан Пепичек                                                               | 1966—1973                       |
| Владимир Кулик         | пан Регулировщик                                                          | 1960—1970-е                     |
| Наталья Зорина         | пани Кристина                                                             | 1960—1970-е                     |
| Юрий Соковнин          | пан Юрек Ковальский (таксист)                                             | 1966—1980                       |
| Георгий Вицин          | пан Одиссей Цыпа (критик)                                                 | 1960—1970-е                     |
| Геннадий Бортников     | пан Кристиан Диорский (модный дамский портной)                            | 1960-е                          |
| Юрий Авшаров           | пан Кошон                                                                 | 1960—1970-е                     |
| Вячеслав Шалевич       | пан Поэт                                                                  | 1960—1970-е                     |
| Нина Корниенко         | пани Муза                                                                 | 1970-е                          |
| Татьяна Пельтцер       | пани Ирена                                                                | 1966—1970-е                     |
| Наталья Богунова       | пани Гелена                                                               | 1974—1975                       |
| Виктор Рухманов        | пан Изобретатель                                                          | 1960-е                          |
| Борис Новиков          | пан Специалист                                                            | 1960—1970-е                     |
| Георгий Тусузов        | пан Пепусевич (руководитель оркестра)                                     | 1966—1970-е                     |
| Георгий Менглет        | пан Мамонт Маломальский (директор кинообъединения)                        | 1960—1970-е                     |
| Антонина Жмакова       | пани Беата (актриса из театра пана Гималайского)                          | 1970—1980-е                     |
| Татьяна Зорина         | пани Беата                                                                | 1970—1980-е                     |
| Олег Солюс             | пан Пузик (владелец гостиницы в тресте)                                   | 1966—1970-е                     |
| Юрий Сагьянц           | пан Казимеж Трепыхальский (страховой агент)                               | 1970—1980-е                     |
| Лилия Юдина            | пани Люцина Ковальска (невеста пана Директора, бывшая цирковая артистка)  | 1969—1970                       |
| Татьяна Жукова-Киртбая | пани Ядвига (сестра пани Эльжбеты)/пани Ядвига (Ядзя), сестра пани Люцины | 1969, 1978—1980                 |
| Александр Галевский    | пан Лютик/пан Войцех, муж пани Ядвиги                                     | 1969, 1972, 1978—1980           |
| ?                      | пани Магда Славичек                                                       | 1969                            |
| ?                      | пан Збышек, младший брат пани Люцины                                      | 1969                            |
| Лидия Савченко         | пани Марыля (невеста пана Директора)                                      | 1978                            |
| Екатерина Васильева    | пани Эльжбета (жена пана Директора)                                       | 1978—1980                       |
| Георгий Шахет          | пан Марек (муж пани Ядвиги)                                               | 1978—1980                       |
| Готлиб Ронинсон        | пан Станислав (дядюшка пани Эльжбеты)                                     | 1978—1980                       |
| Олег Вавилов           | пан Збышек (племянник пана Станислава)                                    | 1978—1980                       |
| Александр Галевский    | пан Войцех (кузен пани Эльжбеты)                                          | 1978—1980                       |
| Татьяна Горностаева    | пани Ева (секретарша пана Директора)                                      | 1970—1980-е                     |
| Екатерина Богунова     | пани Кристина                                                             | 1960—1970-е                     |
| Эда Урусова            | пани Данута                                                               | 1970-е                          |
| Инна Ульянова          | пани Крапидловская                                                        | 1977—1980                       |
| Валентина Ковель       | пани Крапидловская                                                        | 1970—1980-е                     |
| Валентин Смирнитский   | пан Ковальский/пан Управляющий                                            | 1970—1980-е                     |
| Владимир Ляховицкий    | пан Кантусевич                                                            | 1970—1980-е                     |
| Илья Рутберг           | пан Лешек                                                                 | 1970—1980-е                     |
| Генриетта Рыжкова      | пани Барбара                                                              | 1970—1980-е                     |
| Елизавета Никищихина   | пани Квитка-Радуньска                                                     | 1970—1980-е                     |
| Елена Водолазова       | пани Незнакомка                                                           | 1970—1980-е                     |

## Список сохранившихся выпусков
| № | Название | Режиссёр                          | Производство                                                                           | Год выхода      |
| --- | -------- | --------------------------------- | -------------------------------------------------------------------------------------- | --------------- |
| 1 | TBA      | Георгий Зелинский                 | Главная редакция литературно-драматических программ ЦТ                                 | 31 декабря 1966 |
| Фрагменты Новогоднего выпуска кабачка «13 стульев» с паном Ведущим — Александром Белявским. |          |                                   |                                                                                        |                 |
| 2 | TBA      | Георгий Зелинский                 | Главная редакция литературно-драматических программ ЦТ                                 | март 1967       |
| Очередная встреча завсегдатаев кабачка с новым паном Ведущим — Андреем Мироновым. |          |                                   |                                                                                        |                 |
| 3 | TBA      | Георгий Зелинский                 | Главная редакция литературно-драматических программ ЦТ, Творческое объединение «Экран» | 1968            |
| Ведущий — Михаил Державин. |          |                                   |                                                                                        |                 |
| ? | TBA      | Георгий Зелинский                 | Главная редакция литературно-драматических программ ЦТ, Творческое объединение «Экран» | 1960-e          |
| Очередная встреча завсегдатаев кабачка . |          |                                   |                                                                                        |                 |
| 41 | TBA      | Георгий Зелинский Спартак Мишулин | Творческое объединение «Экран», Центральное телевидение                                | 31 декабря 1969 |
| Новогодняя встреча с героями рассказов и миниатюр писателей стран народной демократии. В основе сюжета — ожидание свадьбы пана Директора и пани Люцины. В Новогодний вечер посетители кабачка «13 стульев» готовят достойную встречу пани Люцине. |          |                                   |                                                                                        |                 |
| 42 | TBA      | Георгий Зелинский Спартак Мишулин | Творческое объединение «Экран», Центральное телевидение                                | 31 декабря 1969 |
| 43 | TBA      | Георгий Зелинский Спартак Мишулин | Творческое объединение «Экран», Центральное телевидение                                | ?               |
| Пани Люцина при помощи пана Директора пристраивает своих родственников в трест. |          |                                   |                                                                                        |                 |
| 5 | TBA      | Георгий Зелинский                 | Главная редакция литературно-драматических программ ЦТ                                 | 1970            |
| Встреча с постоянными посетителями кабачка «13 стульев», которые отмечают выпуск новой продукции треста — музыкальных тазов. |          |                                   |                                                                                        |                 |
| 6 | TBA      | Георгий Зелинский                 | Главная редакция литературно-драматических программ ЦТ                                 | 1973            |
| Встреча с постоянными посетителями кабачка «13 стульев», которые решили выяснить, как начинался «Кабачок» 7 лет назад. |          |                                   |                                                                                        |                 |
| ? | TBA      | Георгий Зелинский                 | Главная редакция литературно-драматических программ ЦТ, Творческое объединение «Экран» | март 1974       |
| Сотая по счёту встреча завсегдатаев кабачка . |          |                                   |                                                                                        |                 |
| 7 | TBA      | Георгий Зелинский                 | Главная редакция литературно-драматических программ ЦТ                                 | 8 марта 1978    |
| Праздничный выпуск в «Кабачке «13 стульев»» посвящён Международному Женскому Дню 8 Марта. |          |                                   |                                                                                        |                 |
| 8 | TBA      | Сергей Евлахишвили                | Главная редакция литературно-драматических программ ЦТ                                 | май 1978        |
| Очередной выпуск состоит из миниатюр, которые объединёны единым драматическим ходом — женитьбой пана Директора. |          |                                   |                                                                                        |                 |
| 9 | TBA      | Роман Виктюк                      | Главная редакция литературно-драматических программ ЦТ                                 | сентябрь 1978   |
| Завсегдатаи кабачка пытаются расстроить свадьбу пана Директора. |          |                                   |                                                                                        |                 |
| 10 | TBA      | Георгий Зелинский                 | Главная редакция литературно-драматических программ ЦТ                                 | ноябрь 1979     |
| Очередная встреча завсегдатаев кабачка в преддверии праздника Великой Октябрьской Социалистической революции. |          |                                   |                                                                                        |                 |
| 11 | TBA      | Георгий Зелинский                 | Главная редакция литературно-драматических программ ЦТ                                 | сентябрь 1980   |
| Посетители кабачка накануне начинающегося учебного года делятся впечатлениями о прошедших летних отпусках. |          |                                   |                                                                                        |                 |

Сохранился также выпуск 1973 года, в котором завсегдатаи «Кабачка» (пан Директор, пан Вотруба, пан Гималайский, пани Каролинка, пани Моника, пан Профессор и пан Спортсмен) поздравляют театр имени Моссовета с 50-летием.

## Авторы миниатюр и реприз

### Советские
- Семён Альтов[48]
- Виктор Ардов[49]
- Марк Виленский[49]
- Юрий Воителев[50][51][52]
- Зиновий Высоковский[49][53]
- Михаил Генин[1][52][54][55][56]
- Григорий Горин[57]
- Эдуард Дворкин[53]
- Николай Елин и Владимир Кашаев[51]
- Михаил Задорнов[55]
- Марк Захаров[54][57][58]
- Дмитрий Иванов и Владимир Трифонов[49]
- Лион Измайлов[56]
- Феликс Камов[59]
- Владимир Колечицкий[56]
- Эмиль Кроткий[1][53][54]
- Александр Курляндский[56][58]
- Наум Лабковский[59]
- Цаль Меламед[53]
- Владимир Митин[49]
- Владимир Михайлов[1]
- Анатолий Рас[52][55][56]
- Данил Рудый[51][56]
- Олег Сеин[52]
- Наум Станиловский[60]
- Александр Суконцев[61]
- Ратмир Тумановский[51]
- Аркадий Хайт[58]
- Зиновий Юрьев[49]

### Иностранные
- Веслав Брудзиньский[48][51][53][55][56]
- Герхард Валлих[54]
- Стефания Гродзенская[48][52][54][56][58]
- Феликс Дерецкий[52][53][54][56][62]
- Бане Джуричич (в титрах «Б. Джурич»)[63]
- Крыстына Живульска[62]
- Габриэль Лауб[54]
- Анна Лехицка[52]
- Станислав Ежи Лец[1][52][53][54][56]
- Дьёрдь Микеш[48][57][59]
- Януш Осенка[52][54][55][57]
- Анатоль Потемковский
- Сади Рудеску[64]
- Ласло Таби[51][58]
- Юлиан Тувим[1][54]
- Отто Фишер[1]
- К. Чернявский[1]
- З. Шур[1]

## Музыка
Как рассказал в программе «Золотая рыбка» первый пан Ведущий (Александр Белявский), в первых выпусках программы принимали участие профессиональные иностранные певцы — Марыля Родович, Здислава Сосницка, Анна Герман, Джордже Марьянович и другие. Впоследствии участники «Кабачка» пели под фонограммы отечественных и зарубежных исполнителей.

### Исполнители песен

#### Советские
- «Аккорд»[66].
- Нина Бродская
- «Орэра»[52]

### Иностранные
- Аурелин Андерсон[51]
- Ханна Банашак[51]
- Катерина Валенте[67]
- Сильви Вартан[68]
- Виолетта Виллас[66]
- Виоле́тта Ви́ллас и Богдан Чижевский[64]
- Дана[69]
- Мирабелла Дауэр[51]
- Лили Иванова[70]
- Власта Кодарова[51]
- Иржи Корн
- «Lips»[52]
- Хелена Майданец[71]
- Мирей Матьё[67]
- Перет[72][73]
- Данута Ринн и Богдан Чижевский[67]
- Марыля Родович[52][67]
- Рена Рольска[67]
- Ирена Сантор[64]
- Здислава Сосницка[74]
- Teach-In[75]
- Том Джонс[38]
- Фара Мария[52]
- Дагмар Фредерик[51]
- «Czerwone gitary»[76][77]
- Ирина Чмыхова[67]
- Сэнди Шоу[78]

## Документальные фильмы о передаче
- «Пёстрая лента. Добрый вечер, Кабачок!», реж. Сергей Урсуляк. «Первый канал», 2004 г.
- «Кабачок Страны Советов», реж. Игорь Крючков. «United Multimedia Projects», «Россия», 2005 г.
- «Звёзды эфира. Кабачок 13 стульев», реж. Андрей Сычёв. Телекомпания «Плазма», «Первый канал», 2005 г.
- «Кабачок „13 стульев“. Рождение легенды», реж. Руслан Трещёв. «Первый канал», 2013 г.
- «„Кабачок“ эпохи застоя», реж. Елена Лапенкова. ООО «Кит Медиа», «ТВ Центр», 2018 г.

## Похожие программы и пародии
- Михаил Казовский написал на программу пародию «Кабачок „Между стульями“». В пародии были обыграны не только имена персонажей (главные действующие лица — «пан Зюка», «пани Гармоника», «пан Вытруба», «пан Начальник», «пан Академик», «пан Рекордсмен» и т. п.), но также содержание некоторых номеров и исполнение участниками песен под фонограмму («Пани Крыся в сверхмодном брючном костюме приплясывает и открывает рот вместо Лили Ивановой», «…пани Гармоника… запевает голосом Жильбера Беко» и т. д.). «Пан Зюка» упоминает «гениального пса Пуфика»: возможно, это аллюзия на пса Фафика — персонажа польского журнала Przekrój. «Пани Гармоника» упоминает «Капюшонских» — возможно, аллюзия на семейство Паташоньских, персонажей цикла рассказов польского писателя Анатоля Потемковского «Завсегдатаи кафе „Кокос“»[79]
- В одном из выпусков программы «Джентльмен-шоу» (цикл «Одесская коммунальная квартира») была снята своеобразная пародия на «Кабачок». Постоянные персонажи были представлены как «паны» и «пани» («пан Петрович», «пан Мганга», «пани Сима» и т. д.). Были обыграны также «беседы за столиками», песни и их представления, а также фраза «В нашем „Кабачке“ никогда не смолкают шутки».[80]
- «Кабачок „Оба-на!“» — два выпуска передачи «Оба-на!», сделанные по принципу «Кабачка „13 стульев“». Роли в нем играли Игорь Угольников (бармен/«живая легенда»), Ирина Понаровская (официантка), Анатолий Равикович (потерявшийся человек), Владимир Зайцев (ловелас), Вячеслав Гришечкин (звезда эстрады) и другие актёры.
- «Кабачок „ОСП-стулья“» — цикл передач программы «ОСП-студия» в стиле «Кабачка». Роли исполняли: Михаил Шац (пан Ведущий/пан Иностранец), Лена Зосимова (пани Зося), Татьяна Лазарева (пани Модель/пани Жена соседа), Сергей Белоголовцев (пан Бандит), Андрей Бочаров (пан Военный), Павел Кабанов (пан Сосед/пани Доцент), а также звёзды эстрады.